# Schwarzl Freizeit Zentrum
El Schwarzl Freizeit Zentrum (que en alemán quiere decir: Centro de ocio Schwarzl)  es el nombre que recibe un pabellón deportivo en Graz, una localidad de Austria. Tiene capacidad para 5000 espectadores y es sede de eventos deportivos jugados en espacios cubiertos, como el tenis y el baloncesto.